# لاووچنویه
لاووچنویه (انگلیسی: Lavochnoye) یک شهرک در شهرستان اوفیمسکی استان باشقیرستان کشور روسیه است.